# اسپوتد تیل (بازیکن لاکراس)
اسپوتد تیل (انگلیسی: Spotted Tail؛ زادهٔ ۱۸۸۳ - درگذشته نامشخص) بازیکن لاکراس اهل کانادا بود.